# 世にも奇妙な物語 春の特別編 (2007年)
『世にも奇妙な物語 春の特別編』（よにもきみょうなものがたり あきのとくべつへん）は、2007年3月26日にフジテレビで放送された『世にも奇妙な物語』の特別編。

## 才能玉

### キャスト
- 太田真和 - 櫻井翔
- 望月麻奈美 - 平山あや
- 画廊オーナー - 泉昌子
- 職員 - 加治木均
- ピザ店長 - 金橋良樹
- 刑事 - 国枝量平、石原誠
- おばさん - しのへけい子
- 監督 - Ian
- 夫 - 吉田晋一
- バンド - 告井孝通、小林一、龍山仁平
- 審査員 - 朝倉丈雄、加賀健治
- 男 - 福嶌徹
- アナウンサー - 山田透
- ギター - 菅原潤子
- リフティング - STYLERS
- 佐々木 - 佐藤悟

### スタッフ
- 脚本 - 大野敏哉
- 演出 - 植田泰史

## ヴァーチャルメモリー
- 主演 - 加藤あい

## 雰差値教育

### キャスト
- 名城恵子 - 永作博美
- 夏目教頭 - 温水洋一
- 川上 - 松山愛里
- 町田 - 村田翔平
- 吉野 - 西原信裕
- 岡本 - 大川翔太
- 小山田 - 前田公輝
- 生徒 - 船戸理世、恒吉梨絵、中屋力
- 芥川校長 - 土田アシモ
- 3年D組教師 - 森雅晴
- 雰差値委員 - 青沼神対馬、橘川丈仁郎、神奈美衣

### スタッフ
- 脚本 - 小川みづき、森ハヤシ
- 演出 - 佐藤源太

## 午前2時のチャイム

### キャスト
- 浦木春海 - 椎名桔平
- 須藤弥生 - 山口紗弥加
- 野口衛 - 坂田聡
- マスク女 - 勝栄
- 妻 - 児玉ちえ
- 小泉敬一 - 羽場裕一

### スタッフ
- 脚本・演出 - 長江俊和

## 回想電車

### キャスト
- 興水 - 小日向文世
- 牧子 - 宮崎美子
- 久美 - 山下容莉枝
- 安奈 - 前田真希
- 駅員 - 田口主将、冨塚智
- 山本 - 桜井聖
- 少女安奈 - 小菅結衣
- 不良 - 高濱正朋、原田孝司
- 社員 - 岡村深雪
- アナウンス - 福島孝広
- 吉田 - 金田明夫

### スタッフ
- 原作 - 赤川次郎「回想電車」（集英社）
- 脚本 - 田村孝裕
- 演出 - 土方政人